# 46563 Окен
46563 Окен (46563 Oken) — астероїд головного поясу, відкритий 12 вересня 1991 року.
Тіссеранів параметр щодо Юпітера — 3,108.